# Токар Дмитро Павлович
Дми́тро Па́влович То́кар (1984—2104) — старший сержант міліції, інспектор дорожньо-патрульної служби ДАІ МВС України, ДАІ міста Донецька.

## Життєпис
Народився в селі Амвросіївського району на Донеччині.
Після строкової служби у Збройних Силах України пішов вчитися в Маріупольське училище професійної підготовки працівників міліції, по закінченні якого у 2007 році почав службу інспектором ДАІ Донецького міського управління ГУМВС України в Донецькій області. Одночасно здобув вищу освіту.
1 липня 2014 року терористи захопили будівлю головного управління міліції Донеччини.
3 липня наряд ДАІ ніс службу в районі залізничного вокзалу, поблизу транспортної розв'язки на перетині вулиць Артемівської та Гірничої в Куйбишевському районі міста Донецька, коли на нього напали двоє невідомих у камуфляжній формі з пістолетами. Троє міліціонерів були вбиті на місці, старший сержант Токар дістав вогнепальних поранень.
17 липня Дмитро Токар помер від поранень.

## Нагороди
15 липня 2014 року — за особисту мужність і героїзм, виявлені у захисті державного суверенітету та територіальної цілісності України, вірність військовій присязі під час російсько-української війни, відзначений — нагороджений орденом «За мужність» III ступеня.